# Rue des Boulangers (Paris)
Pour les articles homonymes, voir Rue des Boulangers.
La rue des Boulangers est une voie du 5e arrondissement de Paris située dans le quartier Saint-Victor.

## Situation et accès

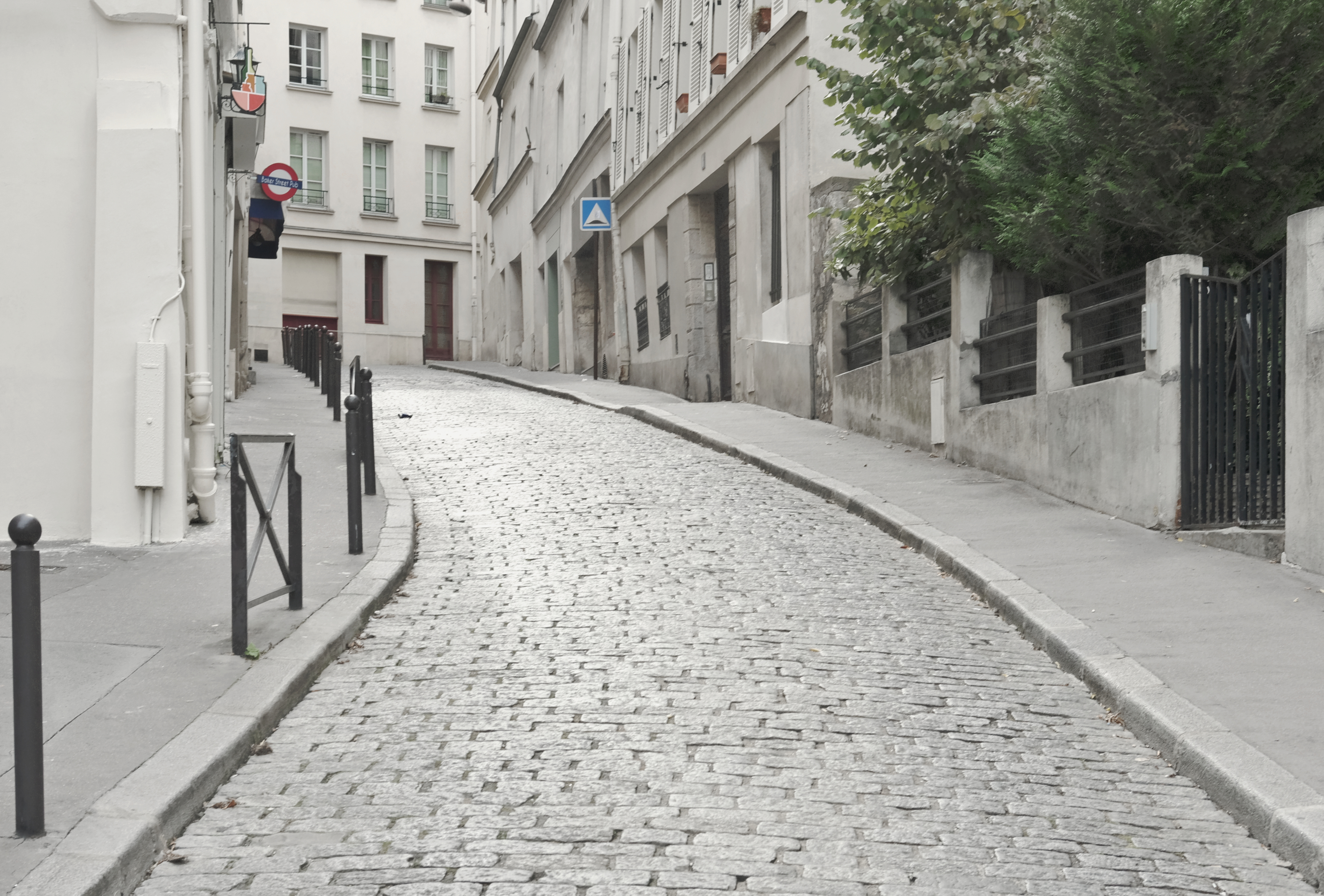
Rue des Boulangers en 2023.

La rue des Boulangers est une rue ancienne entre la rue Linné et la rue Monge. Elle présente la particularité d'être encore pavée et se signale par une forte pente.
La rue des Boulangers est desservie à proximité par les lignes 7 et 10 à la station Jussieu et par la ligne 10 à la station Cardinal Lemoine.

## Origine du nom
Cette rue tient son nom de la présence de nombreuses boulangeries dès la fin du Moyen Âge.

## Historique
Cette rue qui existait déjà en 1350 était dénommée « rue Neuve-des-fossés Saint-Victor » ou « rue Neuve-Saint-Victor », et reliait la rue Saint-Victor à la rue des Fossés-Saint-Victor. Elle est citée sous le nom de « rue des Boulangers » dans un manuscrit de 1636. Au XVIe siècle, elle porte le nom de « rue Neuve-des-Boulangers », puis elle devient la « rue des Boulangers » par arrêté du 26 février 1844.

## Bâtiments remarquables et lieux de mémoire
- De 1638 à 1645, Vincent de Paul ouvre la Maison de la Couche, destinée aux enfants trouvés dont s’occupaient les Filles de la charité[1].
- Nicolas Delobel (1693-1763), peintre ordinaire des rois Louis XIV et Louis XV, second prix de Rome, est décédé dans une maison de cette rue le 18 mars 1763[3].
- Le compositeur français Charles Koechlin (1867-1950) a habité dans cette rue.
- L’architecte François Mansart (1598-1666) a habité cette rue[4].
- No 12 : le philosophe Victor Considerant vécut à cette adresse vers 1830. L’écrivain Paul Bourget y réunissait le cercle de ses amis[5].
- No 13 : 
  - Philibert Commerson (1727-1773), naturaliste, y habita d'août 1764 à son départ, début 1767, pour rejoindre l'expédition de Bougainville.
  - Jeanne Barret (1740-1807), exploratrice et botaniste, y habita[6]

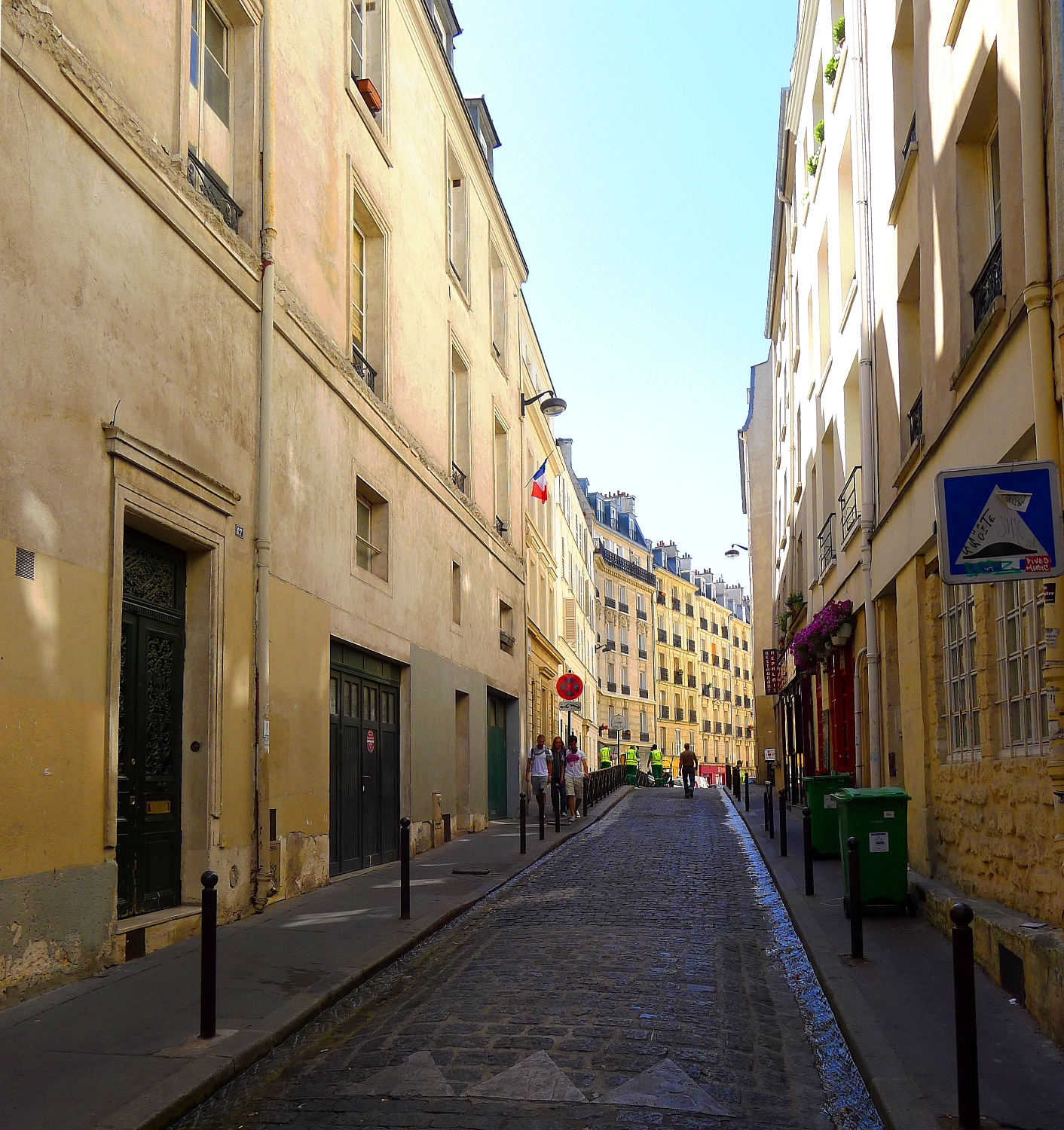
Le haut de la rue.
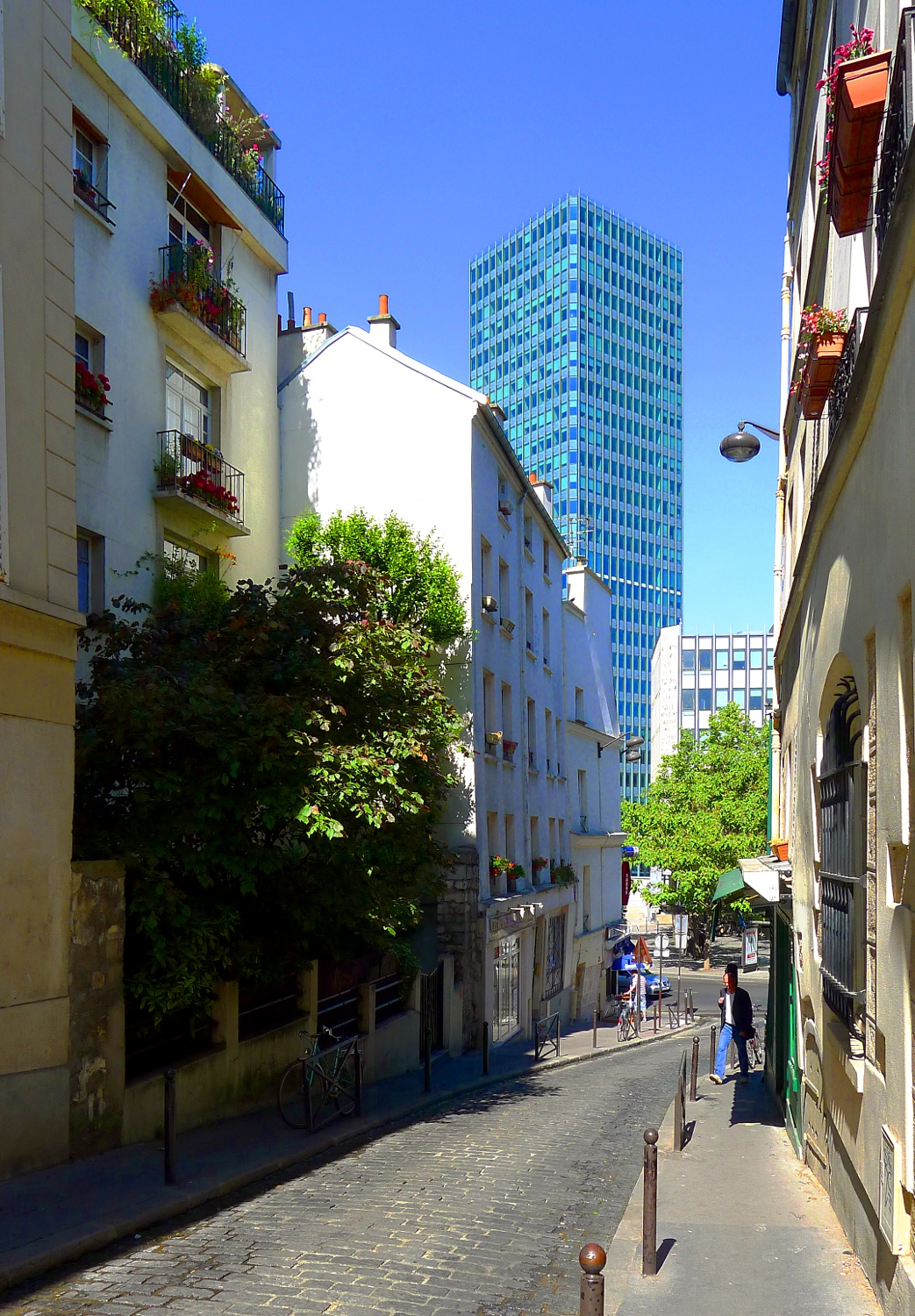
La descente de la rue vers la place Jussieu.